# Хрознова Лхота
Хрознова Лхота (чеш. Hroznová Lhota) је насељено мјесто са административним статусом сеоске општине (чеш. obec) у округу Ходоњин, у Јужноморавском крају, Чешка Република.

## Становништво
Према подацима о броју становника из 2014. године насеље је имало 1.265 становника.